# Vittorio Alinari
Vittorio Alinari (Firenze, 4 luglio 1859 – 1932) è stato un fotografo italiano.

## Biografia
Il padre, Leopoldo Alinari, fondò una società fotografica nel 1854 e i suoi fratelli, Giuseppe e Romualdo, ne divennero ben presto soci. Era noto per la sua specialità di documentare capolavori dell'arte. Nel 1892 Vittorio rilevò l'azienda e spostò l'enfasi di fotografia documentaria italiana. Il suo lavoro è conosciuto per un'attenta composizione, uso frequente della prospettiva frontale, e delle grandi lastre (circa 21 × 27 cm), formato che usò fino al 1920.
Pubblicò nel 1900 un'edizione illustrata della Divina Commedia di Dante Alighieri, reclutando importanti artisti contemporanei per le illustrazioni. Tra questi artisti presenti nel volume, tutti partecipanti al concorso a tema La Divina Commedia, sono da sottolineare quelli appartenenti da un punto di vista stilistico e culturale all'ambito liberty e simbolista. Tanto che nel 1986, anno in cui Firenze è capitale della cultura, l'Accademia delle Arti del Disegno dedica loro una mostra, Dante Liberty, selezionando esclusivamente i disegni fatti dagli artisti di segno modernista, «alternativo al tradizionale formalismo offerto da altre partecipazioni». «Quando, nel maggio 1900, Vittorio Alinari - cogliendo i segnali della diffusa vocazione  di un revival dantesco - promuoveva il concorso per le illustrazioni della Divina Commedia, non immaginava, probabilmente, di costruire le premesse per la prima consistente rassegna di grafica italiana di gusto simbolista e liberty». Dal saggio introduttivo di Cresti possiamo conoscere i nomi degli autori delle opere messe a confronto: Alberto Martini, Giovanni Mataloni, Galileo Chini, Duilio Cambellotti, Giovanni Buffa, Libero Andreotti, Aristide Sartorio, Armando Spadini, Giovanni Costoletti, Adolfo De Carolis, Vincenzo La Bella, Giulio Bargellini, Giorgio Kienerk, Alfredo Baruffi e Plinio Nomellini.